# Martin Sjöström
Martin Georg Sjöström, född 16 mars 1887 i Torshälla, död 19 december 1966, var en svensk fysiker och skolman.
Martin Sjöström var son till prosten Georg Gustaf Alexis Sjöström. Efter mogenhetsexamen i Nyköping 1905 studerade han vid Uppsala universitet och blev där filosofie kandidat 1909, filosofie licentiat 1913 och filosofie doktor 1917. Han var docent i fysik 1917–1931, tillförordnad laborator i experimentell fysik i flera repriser 1922–1929 och tillförordnad professor i fysik 1922–1923, allt i Uppsala, samt uppehöll delvis professuren i fysik med mera vid Ultuna lantbruksinstitut 1925–1931. 1924 förklarades han kompetent till professur i fysik vid Lunds universitet. Från 1931 var Sjöström lektor i fysik och matematik vid Högre allmänna läroverket för gossar å Södermalm, där han var tillförordnad rektor 1951–1952. 1942–1948 var han ledamot av Statens läroboksnämnd. Han behandlade i sin produktion främst de elektromagnetiska vågorna och solstrålningen. Två gånger belönades han för sina vetenskapliga arbeten. Sjöström gjorde en betydande insats i de svenska studentkårernas hjälparbete efter första världskriget och erhöll bland annat Wiens universitets förtjänstmedalj i guld 1922. Under senare år var han livligt verksam inom det frivilliga försvarsarbetet, framför allt i Stockholms luftvärnsförening.